# Chúc Đam
Chúc Đam (chữ Hán: 祝聃; ? - 707 TCN) là tướng nước Trịnh thời Xuân Thu trong lịch sử Trung Quốc. Ông nổi tiếng với sự kiện dùng tên bắn trúng vai Chu Hoàn vương trong trận Nhu Cát.

## Sự nghiệp
Năm 714 TCN, quân Bắc Nhung đánh vào nước Trịnh, công tử Đột liền bày kế cho Trịnh Trang công mai phục quân Nhung. Quân Nhung lọt vào ổ phục kích liền bỏ chạy tán loạn, Chúc Đam liền tới chặn đánh trước sau giết sạch quân địch. Quân Trịnh đại thắng và giữ yên được bờ cõi.
Năm thứ 13 đời Chu Hoàn vương (năm thứ 37 đời Trịnh Trang công, 707 TCN), Chu Hoàn vương đem quân đánh Trịnh, Trịnh Trang công bèn đem quân chống cự. Hai bên giao chiến ở Nhu Cát (nay là phía đông bắc Trường Cát, tỉnh Hà Nam), trong lúc giao chiến thì Chu Hoàn vương bị Chúc Đam dùng tên bắn trúng vai. Chúc Đam xin đuổi theo truy kích, nhưng Trịnh Trang công can lại vì không muốn truy bức thiên tử. Đêm hôm đó, Trịnh Trang công cử Sái Trọng đến doanh trại quân Chu tạ lỗi. Sau trận Nhu Cát, quân Trịnh đại thắng, uy thế càng ngày càng lên cao.
Trịnh Trang công ban thưởng cho các quan Đại phu có công, duy chỉ có Chúc Đam là không thấy được đoái hoài đến. Chúc Đam không bằng lòng nên tự nêu công với Trịnh Trang công, ông liền nói rằng do Chúc Đam đã bắn trúng thiên tử rồi nên nếu ghi công thì thiên hạ sẽ chê trách. Chúc Đam uất ức không nói được câu nào nên đành lui về phủ, về sau giận quá nên phát nhọt ở sau lưng mà chết. Trịnh Trang công liền hậu táng Chúc Đam và chu cấp cho gia đình ông.

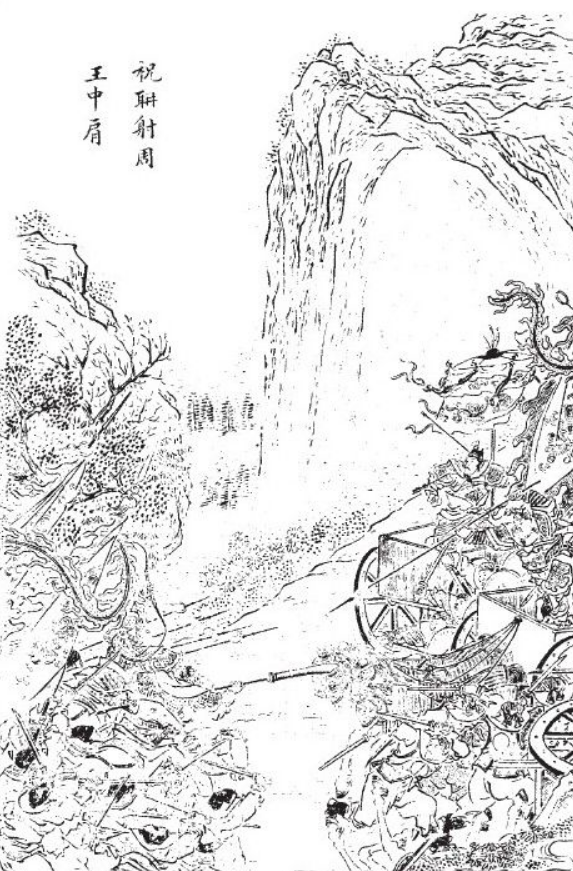
Tranh minh họa tiểu thuyết Đông Chu liệt quốc - Chúc Đam bắn trúng vai Chu Hoàn vương